# Halo on Fire
«Halo on Fire» es la sexta canción del álbum de 2016 Hardwired... to Self-Destruct, décimo álbum de estudio de la banda de heavy metal estadounidense Metallica.

## Composición
«Halo on Fire» es una canción con duración de 8 minutos y 15 segundos. Fue compuesta por James Hetfield y Lars Ulrich, la canción inicia lentamente y progresivamente va aumentando de velocidad y cambia muy frenéticamente de ritmo.
La canción habla sobre la oscuridad que algunas personas llevan dentro ellos y como la ocultan fingiendo ser buenos.

## Video musical
El video musical de la canción fue dirigido por el estudio de fotografía Herring and Herring. Es protagonizado por la modelo Jana Knaurerová, en el aparecen fanáticos de Metallica rodeando un pabellón mientras que la canción es interpretada por la banda y Knaurerová pelea contra diferentes personas. Las escenas del video transcurren en blanco y negro.
Fue interpretada por primera vez el 11 de enero de 2017 en Corea del Sur.

## Créditos
- James Hetfield: Voz y guitarra rítmica.
- Kirk Hammett: Guitarra líder.
- Robert Trujillo: Bajo eléctrico.
- Lars Ulrich: Batería.